# Moçambiques provinser
Moçambique är uppdelat i tio provinser och en huvudstad med provinsell status:
| Nr  | Provins          | Huvudstad | Yta (km²) | Invånare (1997) | Karta                 |
| --- | ---------------- | --------- | --------- | --------------- | --------------------- |
| 1.  | Cabo Delgado     | Pemba     | 82.625    | 1.287.814       | Moçambiques provinser |
| 2.  | Gaza             | Xai-Xai   | 75.709    | 1.062.380       | Moçambiques provinser |
| 3.  | Inhambane        | Inhambane | 68.615    | 1.123.079       | Moçambiques provinser |
| 4.  | Manica           | Chimoio   | 61.611    | 974.208         | Moçambiques provinser |
| 5.  | Maputo (stad)    | Maputo    | 300       | 966.837         | Moçambiques provinser |
| 6.  | Maputo (provins) | Matola    | 26.058    | 806.179         | Moçambiques provinser |
| 7.  | Nampula          | Nampula   | 81.606    | 2.975.747       | Moçambiques provinser |
| 8.  | Niassa           | Lichinga  | 129.056   | 756.287         | Moçambiques provinser |
| 9.  | Sofala           | Beira     | 68.018    | 1.289.390       | Moçambiques provinser |
| 11. | Zambezia         | Quelimane | 105.008   | 2.891.809       | Moçambiques provinser |
| 10. | Tete             | Tete      | 100.724   | 1.144.604       | Moçambiques provinser |

Vidare är provinserna indelade i 128 distrikt, se Moçambiques distrikt.